# Chemosh

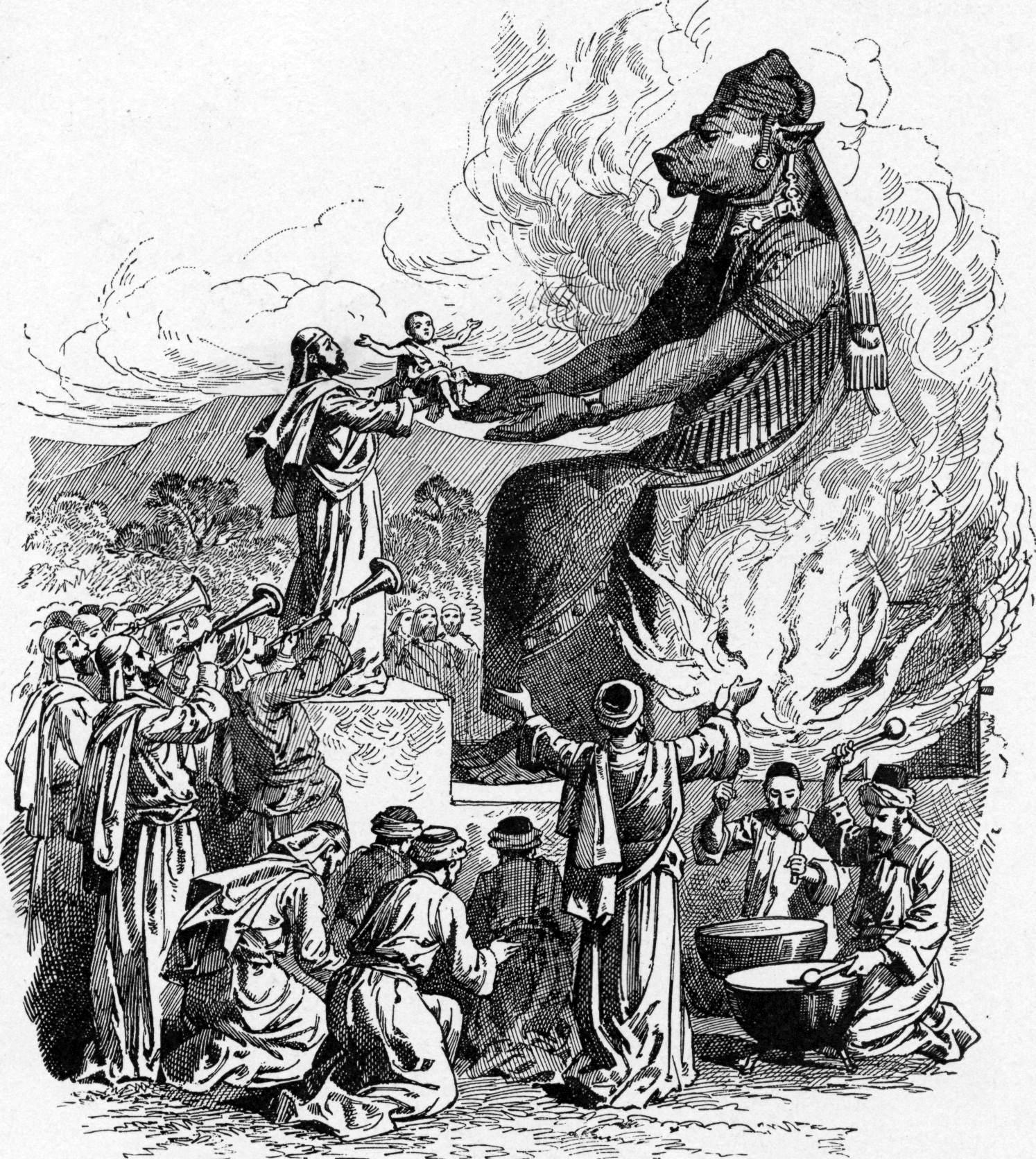
Sacrifici umani a Moloch, una delle possibili incarnazioni di Chemosh

Chemosh (in ebraico כְּמוֹשׁ‎?, IPA: keˈmoʃ) era il dio dei Moabiti (Numeri 21,29; Geremia 48,7.13.46). La vocalizzazione masoretica, come Chemosh, è diversa da quella della LXX, dove il dio è chiamato "Camos". Secondo Muller sarebbe questa la vocalizzazione originaria. Nelle tavolette di Ebla è nominato come Kamish. Chemosh compare come una divinità minore anche in un testo ugaritico e in una lista accadica di divinità, nella quale viene equiparato a Nergal.

## Descrizione
Chemosh era la divinità nazionale dei Moabiti ed il nome probabilmente significava "distruttore", "dominatore", o "dio dei pesci". Mentre viene associato in primo luogo coi Moabiti, secondo Giudici 11,24 sembra essere stato la divinità nazionale anche degli Ammoniti. Come molte altre divinità semite locali era onorato con sacrifici umani. Alcuni pensano che il re moabita gli avrebbe offerto suo figlio in sacrificio mentre la sua città, QirHareset, era assediata dalle armate congiunte del re d'Israele, Joram, e del re di Giuda, Giosafat.
Nel loro periodo d'enoteismo, gli Ebrei riconobbero numerosi dei, tra cui Chemosh, che progressivamente subordinarono a Yahweh. Chemosh fu in seguito etichettato dagli autori sacri come "abominio di Moab" o "rifiuto di Moab".
Influenzato dalle sue mogli straniere, di cui alcune furono Moabite o Ammonite, il re Salomone consacrò a Chemosh un alto luogo di culto alle porte di Gerusalemme (1 Re 11,7)
(Bibbia CEI)
Tre secoli più tardi, il re Giosia porrà fine a questo culto, in occasione dell'ultima grande riforma religiosa prima della Diaspora (2 Re 23,13). Il tempio di Chemosh venne sconsacrato e cadde in disuso. Sulla Stele di Mesha, Re Mesha (2 Re 3,5) attribuisce le sue vittorie contro il re di Israele a questo dio: "E Camos lo cacciò via dalla mia vista."

## Etimologia
L'etimologia di "Chemosh" è sconosciuta; secondo alcuni studiosi sarebbe connessa al nome della divinità babilonese Šamaš. Il nome del padre di Mesba, Chemosh-melek ("Chemosh è Malik," o "Chemosh è re"; si veda la riga 1 della Stele di Mesha), indica la possibilità che Chemosh e Malik (o Moloch) siano la stessa persona. Giudici 11,24 viene reputato esserne testimonianza, poiché parla di Chemosh quale dio degli Ammoniti, mentre Moloch altrove appare come loro dio (1 Re 11,7.33). Diversi critici considerano che l'affermazione di Giudici sia un errore; ma tale errore non era innaturale, poiché sia Chemosh che Moloch si svilupparono, in contesti e ambienti differenti, dalla stessa divinità primitiva, e possedettero molti degli stessi epiteti.

## I chemosh nei mass media
- I chemosh o moloch sono dei demoni nella serie di videogiochi Shin Megami Tensei.
- Chemosh è il dio dei non-morti nella saga di Dragonlance.